# Mark King (giocatore di snooker)
Mark King (Romford, 28 marzo 1974) è un giocatore di snooker inglese.

## Carriera
Mark King è diventato professionista nel 1991 a 17 anni.
Dopo una serie di uscite nei primi e nei secondi turni, King ha raggiunto la finale del Welsh Open 1997 dove perse 9-2 contro Stephen Hendry.
Nel 2004 ha invece raggiunto e perso la sua seconda finale in carriera all'Irish Masters a favore di Peter Ebdon.
Il 20 novembre 2016 l'inglese ha vinto a Belfast il Northern Ireland Open contro Barry Hawkins per 9-8. King è riuscito così ad ottenere il suo primo titolo Ranking in carriera dopo 25 anni.

## Ranking[5]
| Stagione  | Ranking iniziale | Ranking finale |
| --------- | ---------------- | -------------- |
| 1991-1992 | Non classificato | 209            |
| 1992-1993 | 209              | 169            |
| 1993-1994 | 169              | 89             |
| 1994-1995 | 89               | 52             |
| 1995-1996 | 52               | 39             |
| 1996-1997 | 39               | 20             |
| 1997-1998 | 20               | 16             |
| 1998-1999 | 16               | 14             |
| 1999-2000 | 14               | 22             |
| 2000-2001 | 22               | 13             |
| 2001-2002 | 13               | 11             |
| 2002-2003 | 11               | 22             |
| 2003-2004 | 22               | 23             |
| 2004-2005 | 23               | 20             |
| 2005-2006 | 20               | 29             |
| 2006-2007 | 29               | 21             |
| 2007-2008 | 21               | 15             |
| 2008-2009 | 15               | 16             |
| 2009-2010 | 16               | 15             |
| 2010-2011 | 15               | 26             |
| 2011-2012 | 26               | 31             |
| 2012-2013 | 31               | 29             |
| 2013-2014 | 29               | 25             |
| 2014-2015 | 28               | 36             |
| 2015-2016 | 36               | 36             |
| 2016-2017 | 36               | 20             |
| 2017-2018 | 20               | 21             |
| 2018-2019 | 21               | 28             |
| 2019-2020 | 28               | 36             |
| 2020-2021 | 36               |                |

## Tornei vinti

### Titoli Ranking: 1
| Titoli Ranking        | Titoli Ranking | Titoli Ranking | Titoli Ranking |
| --------------------- | -------------- | -------------- | -------------- |
| Competizione          | Anno           | Avversario     | Note           |
| Northern Ireland Open | 2016           | Barry Hawkins  | [ 4 ]          |

## Finali perse

### Titoli Ranking: 2
| Titoli Ranking | Titoli Ranking | Titoli Ranking | Titoli Ranking |
| -------------- | -------------- | -------------- | -------------- |
| Competizione   | Anno           | Avversario     | Note           |
| Welsh Open     | 1997           | Stephen Hendry | [ 2 ]          |
| Irish Masters  | 2004           | Peter Ebdon    | [ 3 ]          |